# China High Speed Transmission Equipment Group
China High Speed Transmission Equipment Group (CHSTE); (chinesisch: 中國高速傳動設備集團有限公司), auch bekannt als China Transmission ist ein Maschinenbauunternehmen und Zahnradgetriebehersteller mit Sitz in Nanjing in der Provinz Jiangsu in der Volksrepublik China. Das Unternehmen ist registriert auf den Cayman Islands.

## Geschichte
1969 wurde das Unternehmen als Nanjing Machine Repair Factory gegründet und 1976 in Nanjing Machine Tool Repairing Plant umbenannt. 2001 wurde es eine Aktiengesellschaft und in Nanjing High Speed & Accurate Gear Co., Ltd. umbenannt. 2005/2006 erfolgte die Umbenennung in China High Speed Transmission Equipment Group Co., Ltd. Am 4. Juli 2007 wurde das Unternehmen erstmals an der Hong Kong Stock Exchange (HKSE) notiert und ist seit Juli 2009 im Aktienindex für erneuerbare Energien (RENIXX) vertreten. 
China Transmission ist einer der führenden Hersteller von Zahnradgetriebeeinheiten für Windenergieanlagen bis 3 MW und 3,6 MW und kooperiert weltweit mit mehreren Unternehmen, darunter General Electric (USA), Alstom  (Frankreich), SMS Holding (Deutschland), Mitsubishi Heavy Industries (Japan).